# Боцоая
Боцоая (рум. Boțoaia) — село у повіті Васлуй в Румунії. Входить до складу комуни Денешть.
Село розташоване на відстані 291 км на північний схід від Бухареста, 22 км на північ від Васлуя, 36 км на південь від Ясс.

## Населення
За даними перепису населення 2002 року у селі проживала 81 особа, усі — румуни. Усі жителі села рідною мовою назвали румунську.